# Jhinjhak
Jhinjhak é uma cidade e uma nagar panchayat no distrito de Kanpur Dehat, no estado indiano de Uttar Pradesh.

## Geografia
Jhinjhak está localizada a 26° 34′ N, 79° 44′ L. Tem uma altitude média de 131 metros (429 pés).

## Demografia
Segundo o censo de 2001, Jhinjhak tinha uma população de 20,406 habitantes. Os indivíduos do sexo masculino constituem 53% da população e os do sexo feminino 47%. Jhinjhak tem uma taxa de literacia de 69%, superior à média nacional de 59.5%: a literacia no sexo masculino é de 75% e no sexo feminino é de 63%. Em Jhinjhak, 15% da população está abaixo dos 6 anos de idade.